# Il cuore del tiranno
Il cuore del tiranno (A zsarnok szíve, avagy Boccaccio Magyarországon) è un film del 1981 diretto da Miklós Jancsó.